# Porricondyla hamata
Porricondyla hamata är en tvåvingeart som först beskrevs av Ephraim Porter Felt 1907.  Porricondyla hamata ingår i släktet Porricondyla och familjen gallmyggor.
Artens utbredningsområde är New York. Inga underarter finns listade i Catalogue of Life.